# Paulus Rusch
Paulus Rusch (* 4. Oktober 1903 in München; † 31. März 1986 in Zams/Tirol) war Bischof der Diözese Innsbruck.

## Leben
Nachdem er zunächst den Beruf eines Bankangestellten ausgeübt hatte, trat er 1927 in das Priesterseminar Canisianum in Innsbruck ein und begann mit dem Studium der Theologie und Philosophie. Am 26. Juli 1933 wurde Rusch in Innsbruck zum Priester geweiht. Anschließend wirkte er als Seelsorger, bis er zum Regens des Priesterseminars Innsbruck ernannt wurde. Am 15. Oktober 1938 wurde Rusch zum Apostolischen Administrator von Innsbruck-Feldkirch (der Diözese Brixen) ernannt und am 30. November 1938 in Innsbruck zum Titularbischof von Lycopolis geweiht. Er wurde von den Nationalsozialisten nicht anerkannt.
Bischof Rusch zeigte offen Sympathien für den Innsbrucker Moraltheologen Johannes Kleinhappl und entzog ihm die Missio canonica nicht, obwohl gegen Kleinhappl bereits kirchliche Zensuren und ein Publikationsverbot verhängt worden waren.
Am 26. September 1964 wurde Rusch zum ersten Diözesanbischof der neu gegründeten Diözese Innsbruck ernannt. Er trat am 13. August 1980 von seinem Amt zurück. Ihm folgte Reinhold Stecher als Bischof nach.
In sein Wirken fällt der Wiederaufbau der Kirche nach dem Zweiten Weltkrieg. Er förderte den Ausbau der kirchlichen Laienorganisationen (Katholische Aktion), die Errichtung von Bildungshäusern (zum Beispiel das Haus der Begegnung in Innsbruck) und neuer Kirchen. Wegen seines Eintretens für soziale Wohnbauprojekte erhielt er den Beinamen „Roter Bischof“. Sein autoritärer Führungsstil und die Absetzung des Leiters eines Jugendzentrums in Innsbruck führten bei Teilen der Tiroler Katholiken zu Unverständnis und Kritik an der Amtsführung des Bischofs. Auch seine Weigerung, kirchliche Archive für Forschungsarbeiten zur Zeit zwischen 1938 und 1945 zu öffnen, sowie seine fehlende Unterstützung bei der Einleitung von Seligsprechungsprozessen für während der nationalsozialistischen Herrschaft hingerichtete Priester und Ordensleute seiner Diözese stießen auf Kritik.
In der Frage des antisemitischen Anderl-von-Rinn-Kultes ließ Rusch zwar 1954 die Anderl-Liturgie aus dem Diözesankalender streichen, bestritt jedoch 1971, dass die zugrundeliegende Legende widerlegt wäre. In einem Brief an Albert Massiczek schrieb Rusch: „Im Gesamtzusammenhang der Dinge ist auf alle Fälle zu beachten, dass es immerhin die Juden waren, die unseren Herrn Jesus Christus gekreuzigt haben. Weil sie also zur NS-Zeit zu Unrecht verfolgt wurden, können sie sich jetzt nicht plötzlich gerieren, als ob sie in der Geschichte überhaupt nie ein Unrecht getan hätten. […] Ich bemerke abschließend noch, dass es sich in Rinn überhaupt nicht um eine Judenhetze handelt, sondern um ein Spiel, das in seiner volkstümlichen Art dem Volk eben Freude zu machen scheint.“

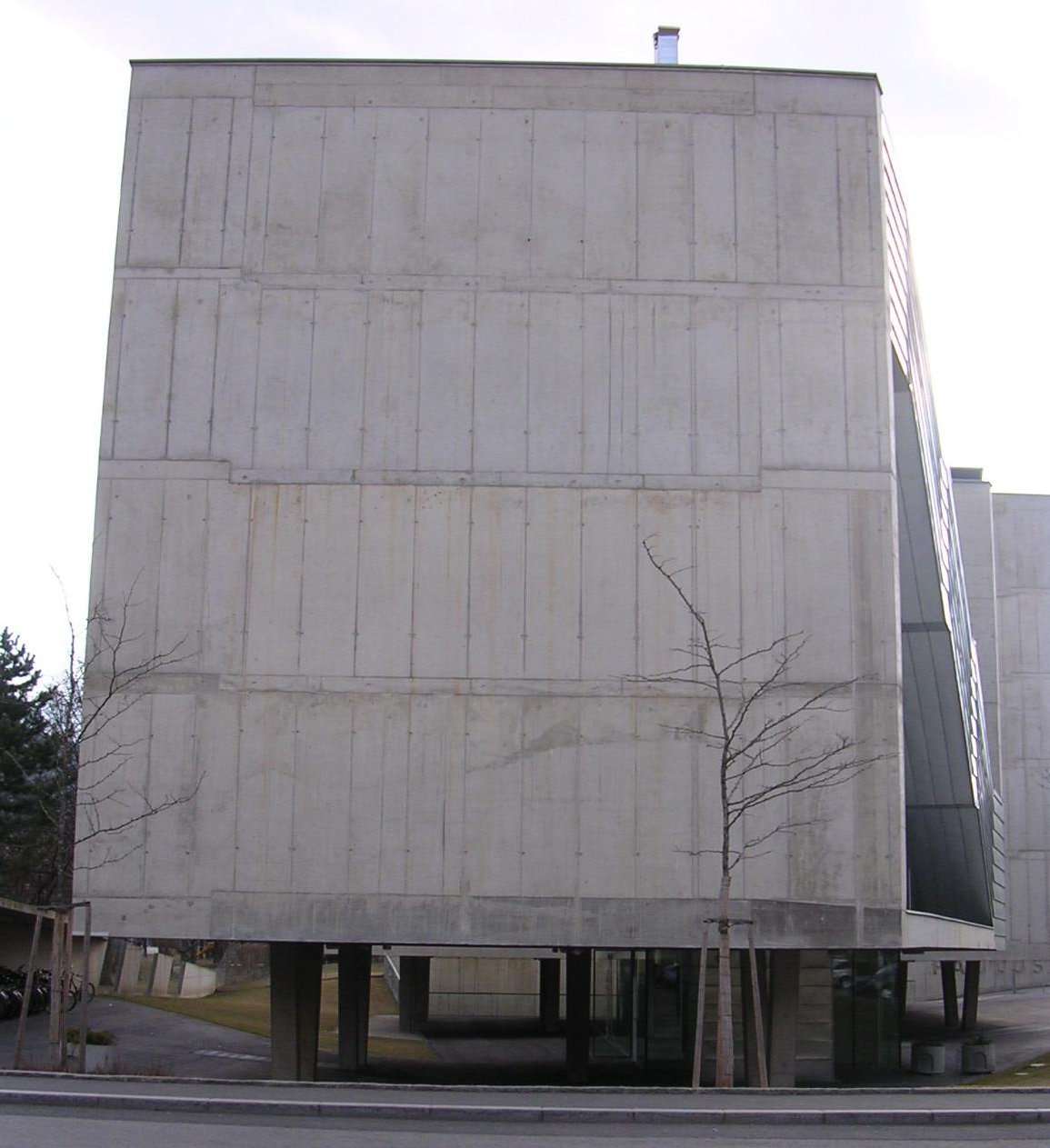
Bischof-Paulus-Heim in Innsbruck

2008 wurde am Hutterweg das nach ihm benannte Bischof-Paulus-Studentenheim errichtet.

## Schriften
- Versuch einer Theorie der synthetisch-notwendigen Urteile (Manuskript), Innsbruck 1930.
- Wurzeln und Anfänge der allegorischen Liturgieerklärung in Morgen- und Abendland (Manuskript), Innsbruck 1935.
- Gott will es. Zur sozialen Gerechtigkeit, Innsbruck/Wien/München 1935, Tyrolia-Verlag.
- An junge Christen, 1946.
- Wachstum im Geiste. Ein Buch priesterlicher Betrachtung, 1949, 2. Auflage 1962.
- Junger Arbeiter wohin? 1953.
- Der Sozialhirtenbrief der österreichischen Bischöfe, hrsg. im Auftrag der Bischofskonferenz und mit Kommentar versehen, 1957.
- Kirche im Gebirge und anderswo, 1959.
- Wachstum im Geiste. Ein Buch priesterlicher Betrachtung, 2. Auflage, Innsbruck/Wien/München 1962, Tyrolia-Verlag.
- Mariologische Wertungen. In: Zeitschrift für katholische Theologie, Jg. 85 (1963), Heft 2, S. 129–161.
- Aktuelle Bibelfragen, 1969.
- Christliches Gesellschaftsmodell für die Zukunft, 1976.
- Waage der Zeit – Wege der Zeit. Erfahrungen, Erkenntnisse, Wege, Innsbruck/Wien 1983, Tyrolia-Verlag, ISBN 3-7022-1473-9.
- Jesus, unser Bruder. Thematische Leben-Jesu-Meditationen, 1986.

## Einzelbelege
1. ↑   Vgl. Gerhard Oberkofler: Eine Erinnerung an den Moraltheologen Johannes Kleinhappl (Stand: 16. November 2014).
2. ↑  Vgl. „Anmerkungen zur Person DDr. Paulus Rusch“ auf geschichte-tirol.com.
3. ↑  Vgl. Wolfgang Benz: Handbuch des Antisemitismus – Ereignisse, Dekrete, Kontroversen (Band 4), Verlag Saur, 2011, S. 3.
4. ↑  Albert Massiczek: Briefwechsel mit dem Bischof von Tirol DDr. Paul Rusch über die Ritualmord-Festspiele in Rinn in Tirol. Selbstverlag, Wien, 2. Auflage 1963, S. 5.

| Vorgänger | Amt                             | Nachfolger       |
| --------- | ------------------------------- | ---------------- |
| —         | Bischof von Innsbruck 1964–1980 | Reinhold Stecher |

| Personendaten    | Personendaten                                        |
| ---------------- | ---------------------------------------------------- |
| NAME             | Rusch, Paulus                                        |
| KURZBESCHREIBUNG | deutscher Geistlicher, Bischof der Diözese Innsbruck |
| GEBURTSDATUM     | 4. Oktober 1903                                      |
| GEBURTSORT       | München                                              |
| STERBEDATUM      | 31. März 1986                                        |
| STERBEORT        | Zams, Tirol                                          |